# Круглянский район
Кругля́нский райо́н (бел. Кругля́нскі раён) — административная единица на северо-западе Могилёвской области Республики Беларусь. Административный центр района — город Круглое.
Численность населения — 12 247 человек (на 1 января 2025 года).
В 2024 году Круглянский район отмечает 100-летний юбилей.

## Административно-территориальное деление

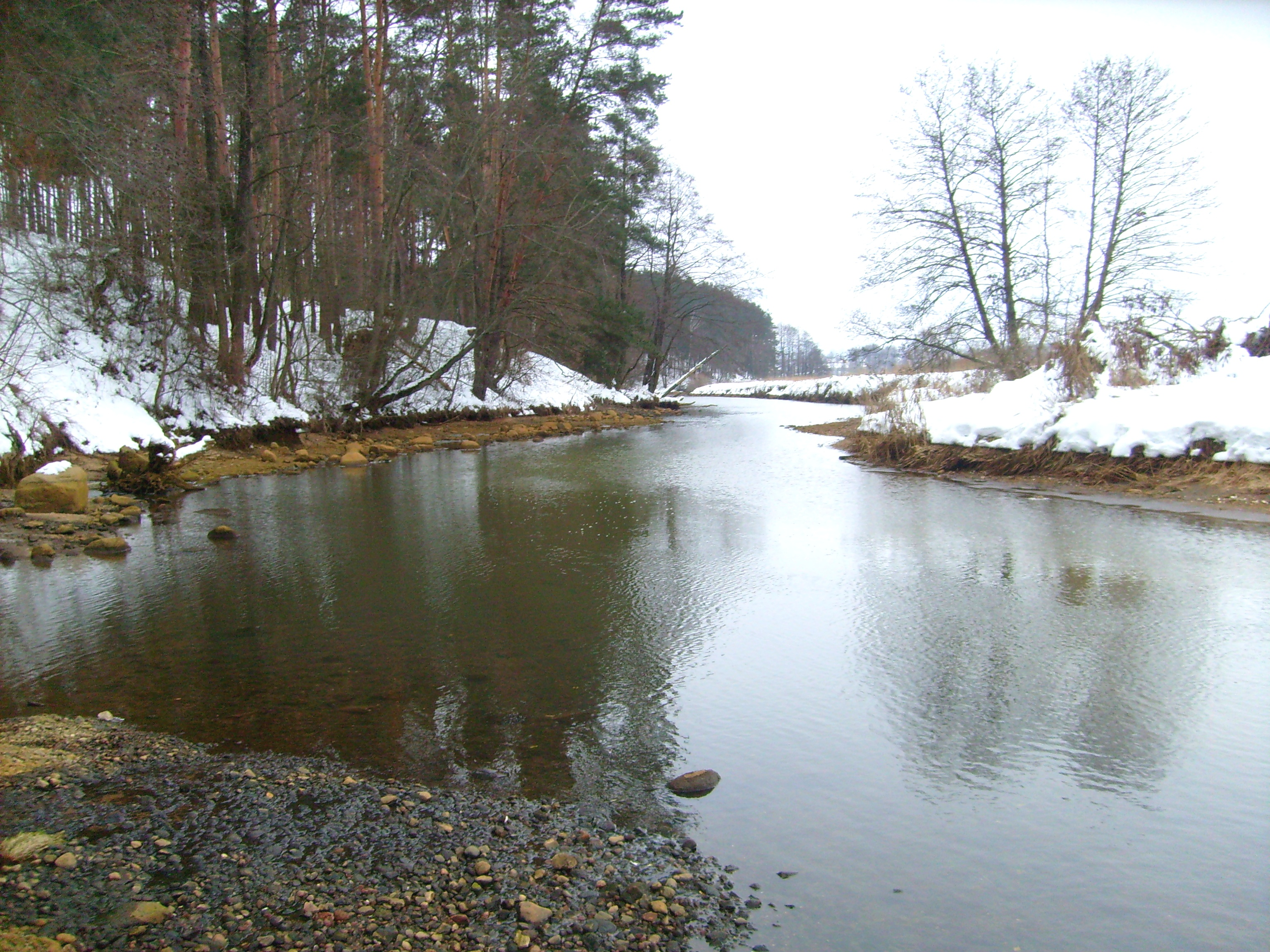
Река Друть

Круглянский район делится на город Круглое и 5 сельсоветов.

Сельсоветы на территории района:
- Запрудский
- Комсеничский
- Круглянский
- Тетеринский
- Филатовский

Упразднённые сельсоветы:
- Кручанский
- Шепелевичский

## География

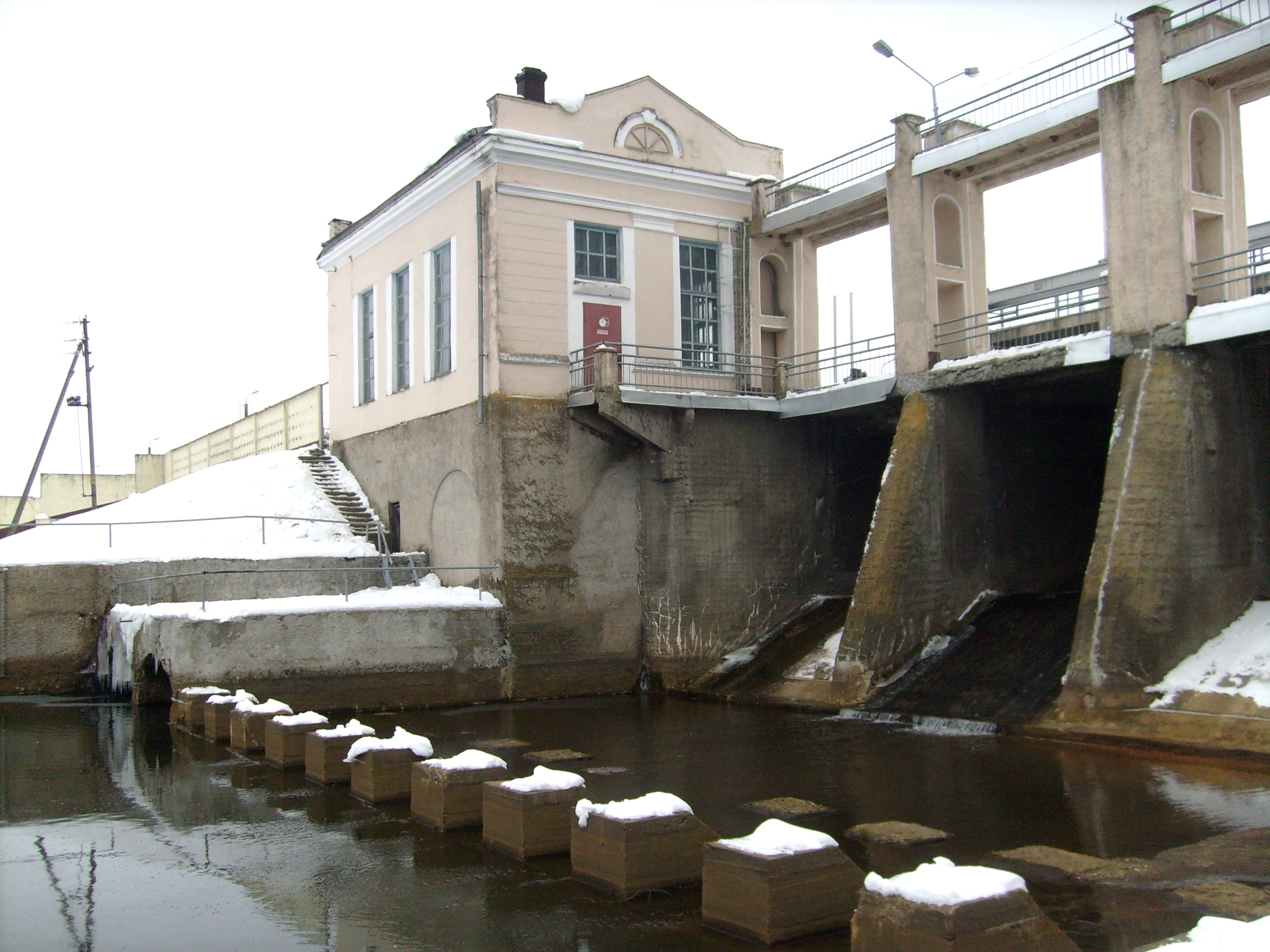
Тетеринская ГЭС в Тетерино

Район расположен в северо-западной части Могилёвской области. На юге граничит с Белыничским, на востоке со Шкловским районами Могилёвской области, на севере с Толочинским районом Витебской области и на западе с Крупским районом Минской области.
Площадь 900 км².
Основные реки протекающие по территории района — Друть с притоками Березовка, Осливка с Рутой, Каменка, Гнилка, Вабич. В западной части района имеются небольшие реки Можа и Березка.

## Геральдика
Герб и флаг утверждены решениями Круглянского районного исполнительного комитета от 25 января 2002 года № 1-5 и Круглянского районного Совета депутатов от 27 июня 2002 года № 15-6. Зарегистрированы в Гербовом матрикуле Республики Беларусь 26 июля 2002 года № 95.

## История
Район образован 17 июля 1924 года (в 1924—1930 годах — в Оршанском округе). 8 июля 1931 года район был упразднён, его территория разделена между Белыничским, Толочинским и Шкловским районами, 12 февраля 1935 года восстановлен (с 1938 года — в Могилёвской области).
16 сентября 1959 года вновь упразднён, территория района полностью присоединена к Белыничскому району. В нынешних границах восстановлен 30 июля 1966 года. С 11 марта 1967 года райцентр Круглое преобразован из деревни в городской посёлок.
20 октября 1995 года административные единицы Круглянский район и посёлок Круглое, имеющие общий административный центр, объединены в одну административную единицу — Круглянский район. 
18 января 2017 года посёлок городского типа Круглое отнесён к городу районного подчинения. 
14 сентября 2024 года Круглое отмечает 500-летие со дня первого его упоминания в письменных источниках, Круглянский район — 100-летний юбилей.  

## Демография
Численность населения — 12 247 человек (на 1 января 2025 года), в том числе городское — 7 031 человек (Круглое — 7 031 человек), сельское — 5 216 человек.
Численность населения — 12 848 человек (на 1 января 2023 года), в том числе в городских условиях (Круглое) проживают — 7 315 человек, в сельских — 5 533 человек. Всего насчитывается 152 сельских населённых пункта.
По итогам переписи 2019 года, 94,5% жителей района назвали себя белорусами, 3,79% — русскими, 0,61% — украинцами.
| Численность населения (по годам) | Численность населения (по годам) | Численность населения (по годам) | Численность населения (по годам) | Численность населения (по годам) | Численность населения (по годам) | Численность населения (по годам) | Численность населения (по годам) | Численность населения (по годам) | Численность населения (по годам) |
| -------------------------------- | -------------------------------- | -------------------------------- | -------------------------------- | -------------------------------- | -------------------------------- | -------------------------------- | -------------------------------- | -------------------------------- | -------------------------------- |
| 1939                             | 1970                             | 1979                             | 1989                             | 1996                             | 2001                             | 2002                             | 2003                             | 2004                             |                                  |
| 39 847                           | ↘23 509                          | ↘20 268                          | ↘19 013                          | ↗19 800                          | ↘18 384                          | ↘18 048                          | ↘17 816                          | ↘17 530                          |                                  |
| 2005                             | 2006                             | 2007                             | 2008                             | 2009                             | 2010                             | 2011                             | 2012                             | 2013                             |                                  |
| ↘17 231                          | ↘16 784                          | ↘16 431                          | ↘16 067                          | ↘15 873                          | ↘15 720                          | ↘15 437                          | ↘15 168                          | ↘14 849                          |                                  |
| 2014                             | 2015                             | 2016                             | 2017                             | 2018                             | 2019                             | 2020                             | 2021                             | 2022                             |                                  |
| ↘14 612                          | ↘14 386                          | ↘14 208                          | ↘13 988                          | ↘13 827                          | ↘13 573                          |                                  |                                  |                                  |                                  |
| 2023                             | 2024                             | 2025                             |                                  |                                  |                                  |                                  |                                  |                                  |                                  |
| ↘ 12 848                         | ↘ 12 544                         | ↘ 12 247                         |                                  |                                  |                                  |                                  |                                  |                                  |                                  |

На 1 января 2018 года 19,3% населения района были в возрасте моложе трудоспособного, 53,1% — в трудоспособном возрасте, 27,6% — в возрасте старше трудоспособного. Средние показатели по Могилёвской области — 17,5%, 56,8% и 25,7% соответственно. 51,5% населения составляли женщины, 48,5% — мужчины (средние показатели по Могилёвской области — 52,9% и 47,1% соответственно, по Республике Беларусь — 53,4% и 46,6%).
Коэффициент рождаемости в районе в 2017 году составил 11,6 на 1000 человек, коэффициент смертности — 16 (в районном центре — 13,2 и 10,2 соответственно). Средние показатели рождаемости и смертности по Могилёвской области — 10,5 и 13,6 соответственно, по Республике Беларусь — 10,8 и 12,6 соответственно. Всего в 2017 году в районе родилось 162 и умерло 222 человека, в том числе в районном центре родилось 101 и умерло 78 человек.
В 2017 году в районе было заключено 110 браков (7,9 на 1000 человек, средний показатель по Могилёвской области — 7,1) и 42 развода (3 на 1000 человек, средний показатель по Могилёвской области — 3,6). По числу заключённых браков на 1000 человек район занимает 2-е место в области после Могилёвского района.

## Экономика

### Сельское хозяйство
Общая посевная площадь сельскохозяйственных культур в организациях района (без учёта фермерских и личных хозяйств населения) в 2017 году составила 27 208 га (272 км², 14-е место в Могилёвской области). В 2017 году под зерновые и зернобобовые культуры было засеяно 11 268 га, под лён — 992 га, под кормовые культуры — 12 948 га. Валовой сбор зерновых и зернобобовых культур в сельскохозяйственных организациях в 2017 году составил 50,3 тыс. т. По валовому сбору зерновых в 2017 году район занял 7-е место в Могилёвской области. Средняя урожайность зерновых в 2017 году составила 45,4 ц/га (средняя урожайность по Могилёвской области — 33,4 ц/га, по Республике Беларусь — 33,3 ц/га). По этому показателю район занял 2-е место в Могилёвской области после Шкловского. Валовой сбор льноволокна в 2017 году составил 0,5 тыс. т при урожайности  ц/га (средняя урожайность по Могилёвской области — 10,3 ц/га, по Республике Беларусь — 9,2 ц/га)
На 1 января 2018 года в сельскохозяйственных организациях района содержалось 22,8 тыс. голов крупного рогатого скота, в том числе 7,7 тыс. коров. По поголовью крупного рогатого скота район занял 12-е место в Могилёвской области. В 2017 году сельскохозяйственные организации района реализовали 1,5 тыс. т скота и птицы на убой (в живом весе) и произвели 32,7 тыс. т молока. По производству молока район занял 8-е место в Могилёвской области. Средний удой молока с коровы — 4250 кг (средний показатель по Могилёвской области — 4296 кг, по Республике Беларусь — 4989 кг).
| Валовой сбор зерновых и зернобобовых, тыс. т:                                                   | Урожайность зерновых и зернобобовых, ц/га:                                                      | Производство молока, тыс. т:                                                                    |
| Графики недоступны из-за технических проблем. См. информацию на Фабрикаторе и на mediawiki.org. | Графики недоступны из-за технических проблем. См. информацию на Фабрикаторе и на mediawiki.org. | Графики недоступны из-за технических проблем. См. информацию на Фабрикаторе и на mediawiki.org. |

## Транспорт
Через район проходят автодороги на Могилёв, Толочин, Шклов и Белыничи.

## Здравоохранение
В 2017 году в учреждениях здравоохранения района работало 27 врачей и 146 средних медицинских работников, в лечебных учреждениях было 85 больничных коек. Численность врачей в пересчёте на 10 тысяч человек — 19,5 (средний показатель по Могилёвской области — 34,6, по Республике Беларусь — 40,5), количество коек в пересчёте на 10 тысяч человек — 61,5 (средний показатель по Могилёвской области — 83,1, по Республике Беларусь — 80,2). По этим показателям район занял 18-е и 19-е места в области соответственно.

## Образование
В 2017 году в районе насчитывалось 13 учреждений дошкольного образования (включая комплексы «детский сад — школа») с 0,5 тыс. детей. В 2017/2018 учебном году в районе действовало 9 учреждений общего среднего образования, в которых обучались 1,7 тыс. учеников. В школах района работал 221 учитель. В среднем на одного учителя приходилось 7,7 учеников (среднее значение по Могилёвской области — 8,4, по Республике Беларусь — 8,7). По численности учеников на одного учителя район занимает 4-е место в области, уступая только Бобруйску, Могилёву и Кричевскому району.

## Культура

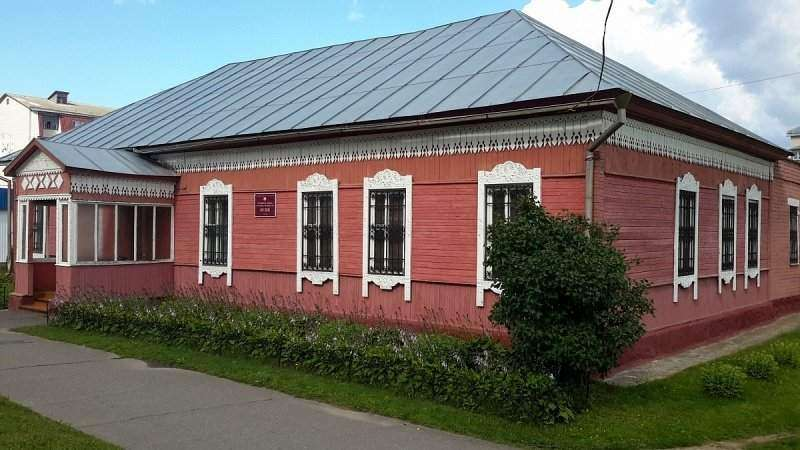
Круглянский районный историко-краеведческий музей

В районном центре действует Круглянский районный историко-краеведческий музей, в котором собрано более 8,5 тысяч музейных предметов основного фонда. В 2016 году музей посетили 15,1 тысяч человек (по этому показателю музей занял 11-е место в Могилёвской области).
- Дом-музей русского художника Н. В. Неврева в деревне Лысковщина.

## Достопримечательности
- Свято-Троицкая церковь в Круглое
- Озеро Хотомье в 1,5 км юго-западнее деревни Гоенка. Площадь водного зеркала 1,2 га. Озеро — памятник природы местного значения
- Тетеринское водохранилище. Расположено в деревне Тетерино. Площадь водного зеркала 458 га. У озера есть родник с питьевой водой, оборудована площадка для стоянки автотранспорта. Здесь же находится гидроэлектростанция местного значения
- Постройки XIX века. Находятся в деревне Тубышки. Состоят из деревянной часовни и усадебного дома
- Церковь Покровская. Находится в деревне Дудаковичи. Дата постройки — вторая половина XIX века[45]
- Старая Мельница
- Скульптурный памятник «Обзор», а также "Аллея героев"
- Технология изготовления деревянных музыкальных инструментов — нематериальная историко-культурная ценность

### Памятник природы, заказник
- «Щиток» — заказник местного значения
- «Пойма реки Друть» — заказник местного значения

## Галерея

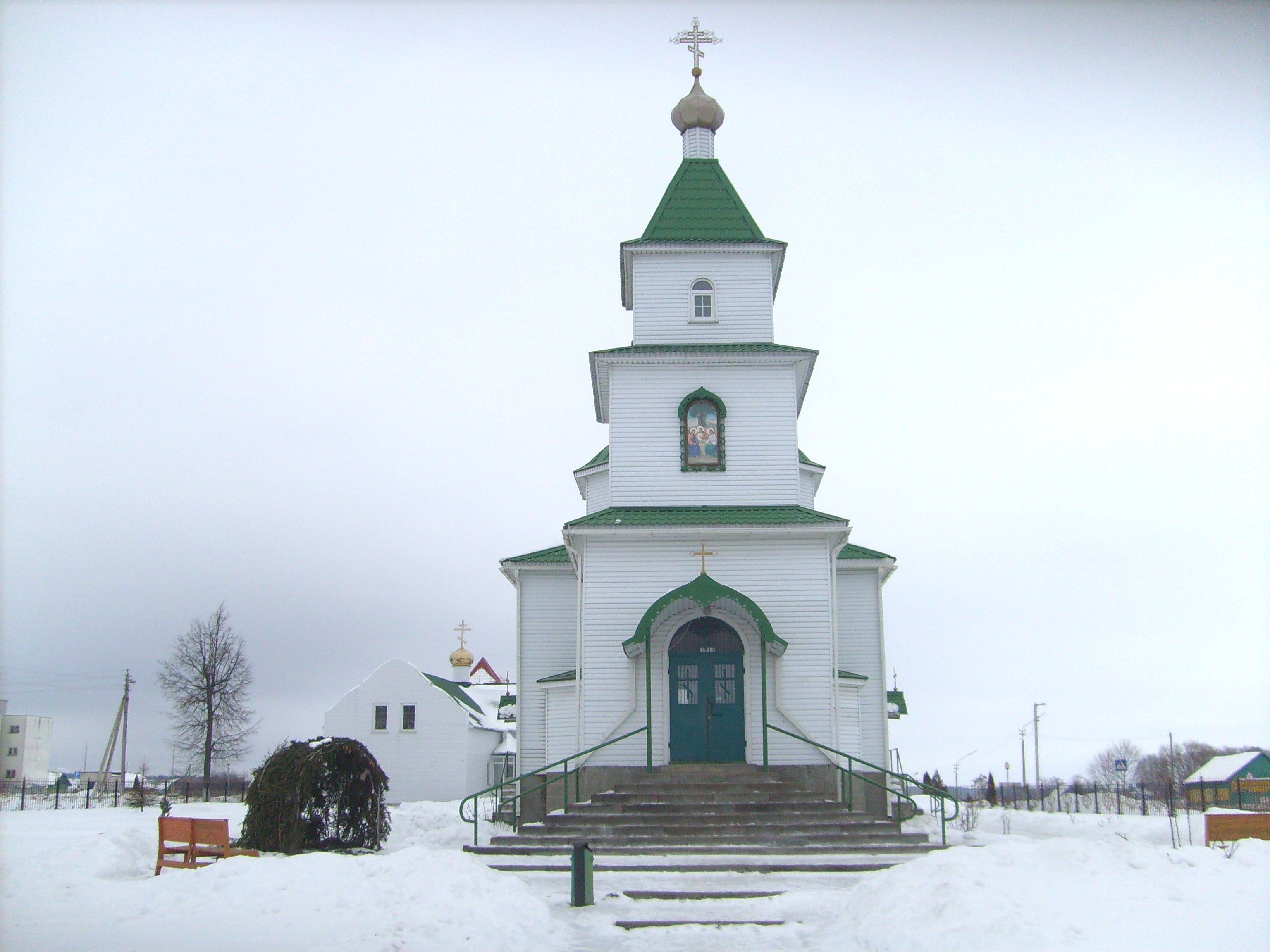
Свято-Троицкая церковь в Круглое
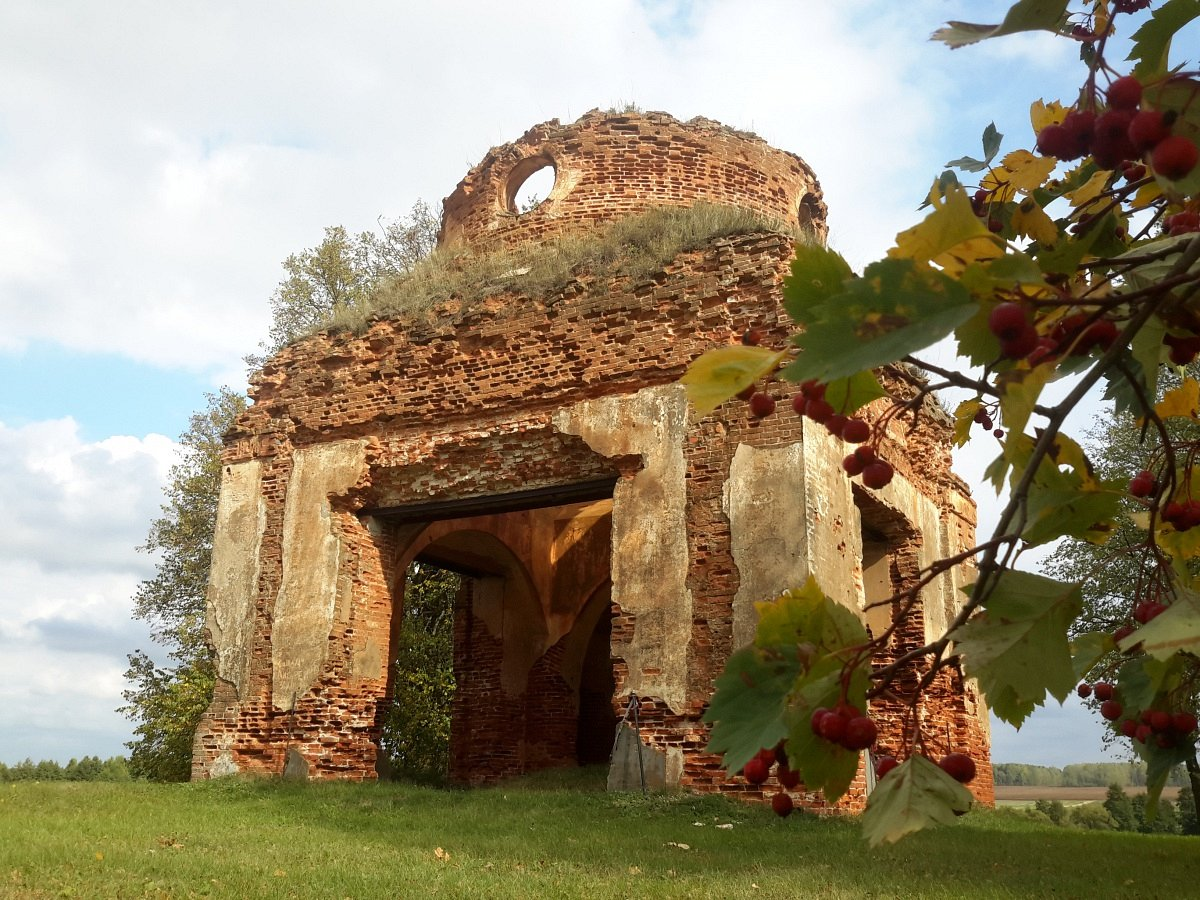
Руины Николаевской церкви в д. Тубышки
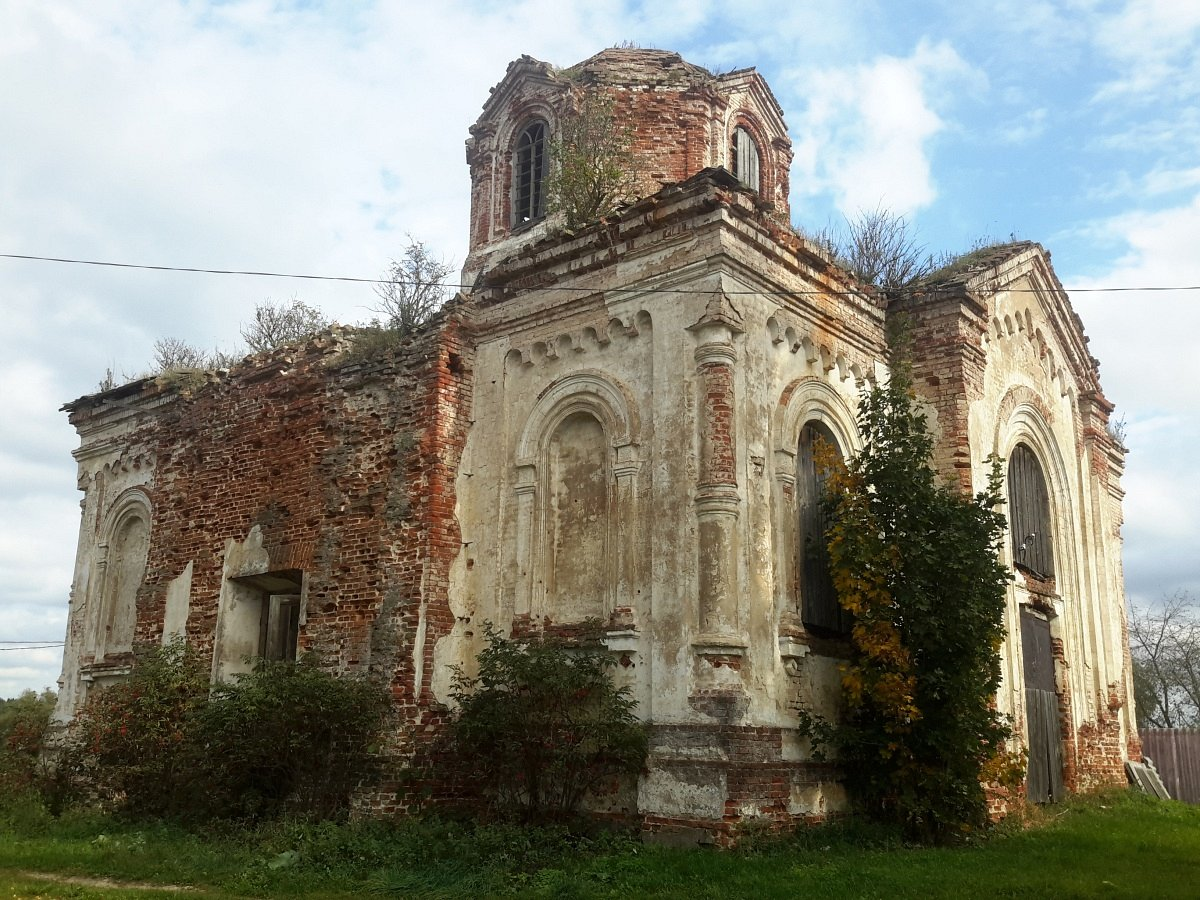
Свято-Покровская церковь в д. Дудаковичи